# Charles Maung Bo
Charles Maung Bo SDB (Mianmar, 1948. október 29. –) burmai római katolikus pap, szalézi szerzetes, a Ranguni főegyházmegye érseke, bíboros.

## A kezdetek, tanulmányai
Shwebo körzetben, Sagaing régióban, Mianmarban, John és Juliana Aye Tin gyermekeként született. Apja, aki földműves volt, Bo 2 éves korában meghalt. Ezt követően egy szaléziak által vezetett bentlakásos iskolába került Mandalajban. 1962-től 1976-ig Bo a Názáreti Aspirantátusban, egy szalézi szemináriumban tanult, Anisakan faluban, Maymyo (ma Pyin Oo Lwin) közelében.

## Pályafutás

### Pap
Első szerzetesi fogadalmát 1970. május 24-én, örökfogadalmát pedig 1976. március 10-én tette le. 1976. április 9-én szentelték pappá Lashioban a szalézi rend szolgálatára. 1986. május 16-án kinevezték a Lashiói apostoli prefektúra prefektusává. 

### Püspök
Amikor 1990. július 7-én a prefektúrát egyházmegyei rangra emelték, ő lett kinevezve az első püspökének. Püspökké szentelésére december 16-án került sor. II. János Pál pápa 1996. március 13-án a Basszeini egyházmegye püspökévé, 2001. március 17-én pedig a Vallásközi Párbeszéd Pápai Tanácsa tagjává nevezte ki.

### Érsek
2003. május 24-én pedig a Ranguni főegyházmegye érsekévé nevezték ki. Érseki székét 2003. július 7-én foglalta el. 2000 és 2006 között a Mianmari Püspöki Konferencia elnöke volt. 2009. január 17-én XVI. Benedek pápa a Kultúra Pápai Tanácsa tagjává nevezte ki.

### Bíboros
2015. január 4-én Ferenc pápa bejelentette, hogy a 2015. február 14-i konzisztóriumon bíborossá kreálja. A konzisztóriumon a Sant’Ireneo a Centocelle templomot jelölték ki címtemplomául.
2015 áprilisában Ferenc pápa a Megszentelt Élet Intézményeinek és az Apostoli Élet Társaságainak Kongregációja és a Kultúra Pápai Tanácsa tagjává, 2016 júliusában pedig a Kommunikációs Titkárság tagjává nevezte ki.
2018 júliusában a pápa kinevezte őt a Püspöki Szinódus küldöttjének az ifjúsággal, a hittel és a hivatástisztázással kapcsolatos püspöki szinódusra.
2018 őszén megválasztották az Ázsiai Püspöki Konferenciák Szövetségének (FABC) elnökévé a 2019. január 1-jén kezdődő három éves ciklusra, melyet meghosszabbítottak, így ezen szolgálata 2025. január 1-jén ér véget.
2020 óta a Mianmari Püspöki Konferencia elnöke. 2020. november 18-tól 2021. június 22-ig a Mjicsinai egyházmegye apostoli kormányzója.

## Címer
|                     | Jelmondat: OMNIA POSSUM IN EO Mindent elviselek benne (Fil 4,13) |
| Korábbi változatok: |                                                                  |